# Hembrug (halte)
De Halte Hembrug was een halte aan de spoorlijn Nieuwediep - Amsterdam. Hij was gelegen op het talud aan de Zaanse kant van de Hembrug en diende als halte voor het personeel van de Artillerie-Inrichtingen, Bruynzeel en Norit.
De halte werd in 1907 geopend door de Hollandsche IJzeren Spoorweg-Maatschappij. Consequent werd in de dienstregeling geschreven over een halte, niet van een station. Er waren namelijk geen loketten en er was zelfs geen stationsgebouw, maar uitsluitend een houten wachthokje. Treinen stopten er ook nauwelijks. De laatste jaren van het bestaan stopten alleen in de spitsuren en aan het einde van de avond infrequent stoptreinen. Een jaar voordat de spoorlijn werd omgelegd naar de Hemtunnel werd de halte per 27 mei 1982 gesloten. De brug werd daarna afgebroken.